# محاولة انقلاب 1969 في السعودية
كانت محاولة الانقلاب في السعودية عام 1969 محاولة انقلاب فاشلة خطط لها العديد من كبار القادة في القوات الجوية الملكية السعودية، أمر الملك فيصل على أثرها، باعتقال مئات الضباط العسكريين، من ضمنهم بعض اللواءات. ومن المحتمل أن تكون هذه الاعتقالات قد استندت إلى معلومات سرية من وكالة الاستخبارات الأمريكية، حول مدى هذا الخطر. لاسيما وأن محاولة انقلاب سابقة وقعت ضد الملك فيصل في 1966.

## خلفية تاريخية
شهد كلاً من عقدي الخمسينات والستينات العديد من الانقلابات في المنطقة. فقد جاء انقلاب معمر القذافي الذي أطاح بالملكية في ليبيا الغنية بالنفط في 1969 كنذير شؤم بشكل خاص للمملكة العربية السعودية نظراً للتشابه بين البلدين الصحراويين ذوي الكثافة السكانية المنخفضة. ونتيجة لذلك، أنشأ الملك فيصل جهازاً أمنياً متطوراً، وقمع بحزم المعارضة. كما هو الحال في كل الأمور، برر الملك فيصل هذه السياسات من الناحية الإسلامية. وفي وقت مبكر من حكمه، عندما واجه مطالب بوضع دستور مكتوب للبلاد، أجاب الملك فيصل قائلاً «دستورنا القرآن».

## المؤامرة
سيطر المتآمرون على بعض طائرات القوات الجوية. حيث كانت خطتهم أن تقصف هذه الطائرات القصر الملكي في الرياض، لقتل الملك وغيره من الأمراء رفيعي المستوى الذين قد يخلفونه. وبعد وفاة الملك والأمراء، خطط المتآمرون للإعلان عن تشكيل جمهورية شبه الجزيرة العربية.
كان الكثيرون من المتآمرين من أصل حجازي. وقد كانت الحجاز مملكة مستقلة، إلى أن ضمها السعوديون في 1925. ويُعتقد أن يوسف الطويل وهو تاجر حجازي، أحد معارف الأمير فهد وأحد المتآمرين الرئيسيين، يحمل معتقدات حجازية انفصالية. وبالنسبة للآخرون الذين شاركوا في المؤامرة فكانوا من النجديين أو السنة من المنطقة الشرقية.
لكن روبرت ليسي ذكر في كتابه «المملكة من الداخل» تفاصيل مختلفه عن محاولات التمرد التي أُحبطّت في تلك السنة، حيث ذكر أنه لم يكن هناك أي ارتباط بين محاولة يوسف الطويل «مدني» حيث اتهم هو وبعض الأصوليين بالتخطيط لتفجير بعض المباني في جدة ولمظاهرات تهدف إلى محاولة إعلان قيام جمهورية، وما بين محاولة عسكريين في القوات الجوية لاستهداف الملك فيصل.

## فشل الانقلاب
اكتشفت أجهزة المخابرات بعد تفتيش أحد الضباط في القاعدة الجوية بجدة صحيفة تتضمن أسماء أغلب المشاركين في خطة الانقلاب كان نتيجة ذلك إجهاض محاولة الانقلاب قبل تنفيذها.
أعقب ذلك حملة اعتقالات واسعة شملت القبض على 28 شخص برتبة مقدم و30 برتبة رائد إضافة لأكثر من 200 ضابط آخرين ووصلت تقديرات عدد المعتقلين إلى نحو ألفي شخص في نهاية 1969، في حين تمكن البعض من الهرب خارج البلاد. وقد أُعدم قادة الانقلاب فيما بقى مصير الآخرين مجهولاً. بحسب روبرت ليسي مؤلف كتاب "المملكة من الداخل" (الصادر عام 1981) فإن جميع من اتهموا بالاشتراك في محاولة التمرد الفاشلة صدر عفو عنهم وخرجوا من السجن، حيث عاد الدكتور صالح إمبا إلى كلية البترول والمعادن واستقبله الملك فيصل في الرياض وبالنسبة ليوسف الطويل فقد افتتح مكتباً للأعمال التجارية وأصبح ممثلاً لشركات أجنبية، أما المقدم داود الرميح فقد شوهد في يناير 1981 وقد أصبح تاجر سيارات من طراز بويك في جدة ومعه إبنته (ساره) تبلغ ستة أعوام «حينها» وهو يتحفظ عن الكلام في الماضي.